# Бамба Диенг
Шейх Амаду Бамба Диенг (на френски: Cheikh Ahmadou Bamba Dieng) роден на 23 март 2000 г. в Диурбел, Сенегал е сенегалски футболист, който играе на поста нападател. Състезател на френския Анже и националния отбор на Сенегал.

## Постижения

### Сенегал
- Носител на Купа на африканските нации (1): 2021[1]